# Regina Seaways
Il Regina Seaways è un traghetto appartenente alla compagnia di navigazione Grimaldi Lines ed in noleggio a lungo termine alla DFDS.

## Servizio
Consegnato il 13 agosto 2010 con il nome di Energia dai Nuovi Cantieri Apuania di Marina di Carrara alla Grimaldi Lines, viene tuttavia disarmato il giorno stesso nel cantiere navale in attesa di impieghi.
Nell'agosto del 2011 viene noleggiato alla DFDS ed il 2 settembre salpa da Marina di Carrara per Klaipėda, dove viene ribattezzato Regina Seaways il 22 settembre. Nello stesso mese prende servizio nei collegamenti tra Kiel e Klaipėda.

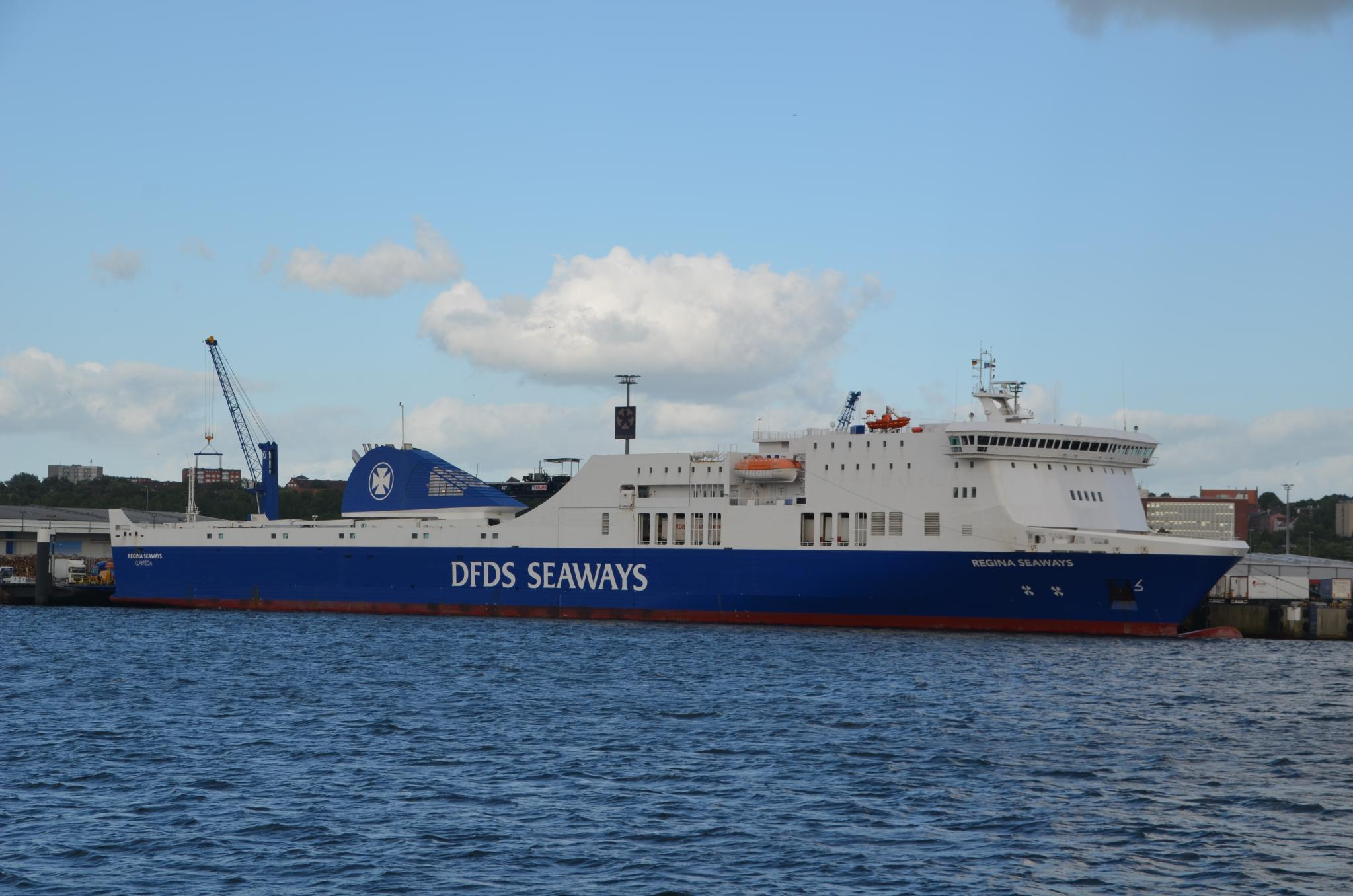
Il Regina Seaways ormeggiato a Kiel nel 2013.

Il 28 ottobre 2014 viene trasferito nei collegamenti tra Karlshamn e Klaipėda.
Nel gennaio del 2016 torna ad operare nei collegamenti tra Klaipėda e Kiel.
Il 2 ottobre 2018, durante la navigazione verso Klaipėda, scoppia un incendio nella sala macchine del traghetto, prontamente domato dall'equipaggio. Nonostante i danni, il traghetto riesce comunque a raggiungere la Lituania con la propria propulsione.
Il 14 ottobre 2018 viene trasferito nei collegamenti tra Klaipėda e Karlshamn, navigando però con un motore solo.
Il 9 febbraio 2019, dopo aver eseguito le necessarie riparazioni, torna in servizio nei collegamenti tra Klaipėda e Kiel.
Da marzo ad aprile 2019 opera nei collegamenti tra Klaipėda e Karlshamn in sostituzione dell'Optima Seaways.
Dal 1º ottobre 2021 al 23 dicembre 2022 opera nei collegamenti tra Dunkerque e Rosslare.
Il 5 settembre 2023 torna in servizio nei collegamenti tra Klaipėda e Karlshamn, dove opera tutt'oggi in coppia con l'Aura Seaways.

## Navi gemelle
- Rizhao Orient
- Athena Seaways
- Tenacia
- Superfast I
- Superfast II
- Victoria Seaways
- Forza